# Löwen-Apotheke (Homberg (Efze))

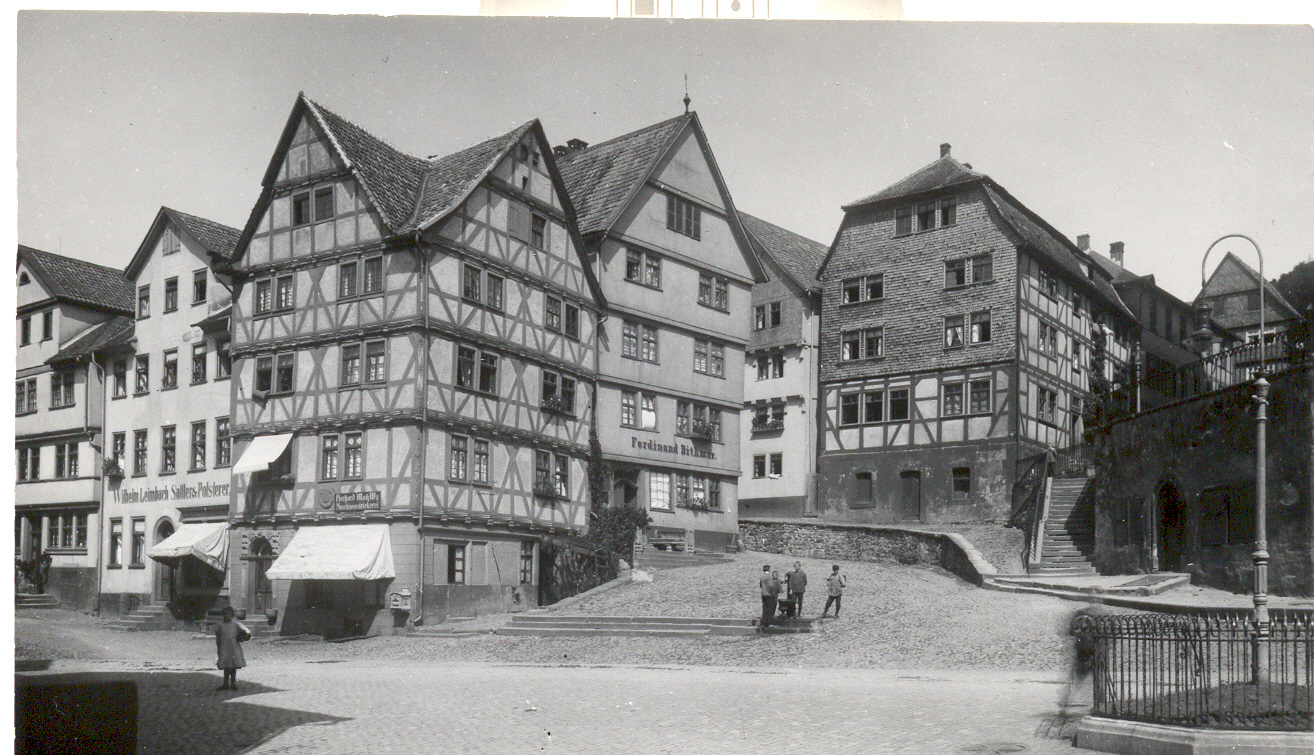
Löwenhaus Anfang des 20. Jahrhunderts

Die Löwen-Apotheke in Homberg (Efze) wurde im Jahr 1650 gegründet und ist die älteste Apotheke der Stadt.

## Geschichte
Der erste Apotheker in Homberg war Johannes Stim. Stim war Sohn des Pfarrers Wilhelm Stim in Berge bei Homberg. Er hatte in Marburg Pharmazie studiert und war seit 1622 als Homberger Bürger. Mit Wilhelm Hecker wird ein weiterer Apotheker im 17. Jahrhundert genannt.
Die Löwenapotheke wurde 1650 durch den aus Mühlhausen/Thüringen stammenden Apotheker Andreas Thon (* 1616) gegründet. Dieser erhielt von Landgraf Wilhelm am 20. Dezember 1650 ein Apotheker-Privileg für Homberg. Als Apothekengebäude diente das nach dem Brand von 1636 erhalten gebliebene Untergeschoss des alten „Löwenhauses“. Gemäß erhaltener Bronzetafel mit der Inschrift „LA 1664“ („LA“ steht für „Löwenapotheke“) ließ er das Fachwerkobergeschoss errichten.
Im Jahr 1664 starb Andreas Thon im Alter von 47 Jahren. Seine Witwe heiratete den 1635 in Danzig geborenen Apotheker Michael Schödelock, der die Apotheke weiterbetrieb. Nachdem auch dieser 1676 im Alter von 41 Jahren gestorben war, heiratete die Witwe den Apotheker Georg Neidt aus Magdeburg, der daraufhin Apotheker wurde.

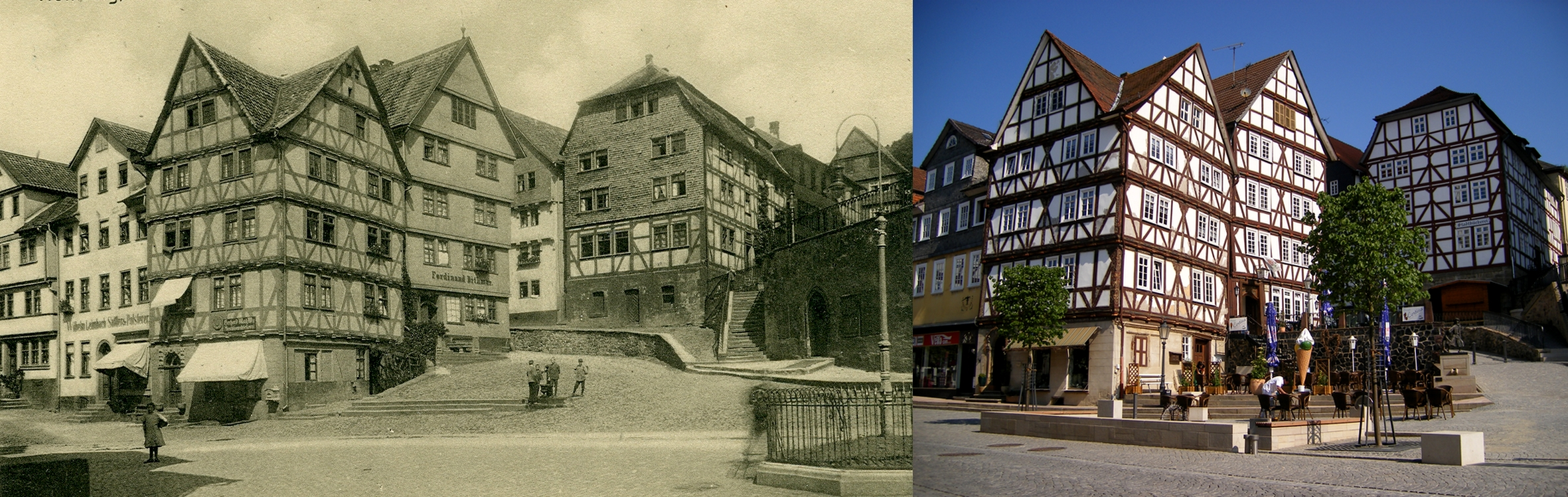
Löwenhaus damals und heute

1670 wurde in Homberg eine zweite Apotheke, die Engel-Apotheke des Apotheker Georg Schlinemann eröffnet.
Apotheker Neidt verkaufte die Löwen-Apotheke 1704 an den Arzt Johann Ernst Cuhn. Dieser war 1704 zum Homberger Stadtphysicus gewählt worden und wirkte primär als Arzt. Die Apotheke wurde zunächst weiter durch Neid versehen (diese starb 1712) und dann durch zwei Gehilfen verwaltet. Cuhn war ein hoch angesehener Mann und war 1708–1710, 1716–1719 und 1730–1732 Bürgermeister in Homburg. Nach seinem Tod im Jahr 1759 verkauften seine Erben die Apotheke an den Apotheker Johannes Philipp Quans aus Kassel. Auch dieser war 1771 bis 1779 Bürgermeister der Stadt. Sein Nachfolger wurde sein Sohn Andreas Ludwig Quans der 1796 mit 43 Jahren starb. Sein Erbe wurde seine Schwester, Carolina Muntz, geb. Quans. Sie verpachtete die Apotheke 1798 an den Apotheker Gildehausen aus Sachsenhagen und ab 1800 an den approbierten Apotheker Peter Friedrich Delckeskamp. Nach dessen Tod im Jahr 1820 wurde der aus Wildungen stammenden Apotheker Friedrich August Krüger neue Pächter. Mit Vertrag vom 30. September 1826 erwarb dieser die Apotheke und erhielt von der Regierung in Kassel 1834 eine Realkonzession zum Betrieb. Die nächsten 60 Jahre blieb die Apotheke im Besitz der Familie Krüger. Nach Friedrich August Krüger war dies sein Sohn Karl August Krüger.
1894 verkaufte er die Apotheke an den Apotheker Dr. Paul Weinschenk für 90.000 Mark und dieser 1899 an Carl Exter. Ab 1902 war sein Sohn Karl-Heinz Exter Apotheker.